# San José de Mayo
San José de Mayo es una ciudad uruguaya, capital del departamento de San José.

## Ubicación
Está ubicada en el centro del departamento sobre la cuchilla San José y la margen derecha del río San José, a la altura del km 96 de la vía férrea Montevideo-Colonia y en la intersección de las rutas nacionales 3 y 11.

## Historia
La ciudad de San José de Mayo fue fundada por el Teniente de Dragones Eusebio Vidal en 1783, quien partió de Montevideo el 28 de mayo de ese año cumpliendo con una orden del Virrey Vértiz. Con 29 carretas, 204 indios y unas cuarenta familias llegaron a las costas del río San José, donde el 1 de junio de 1783 fundaron dicha población. A las familias que originariamente habían sido destinadas a poblar la Patagonia, se le sumaron otras seis que arribaron al año siguiente, entre las que se contaba la de Benito Pérez del "Obispado de Astorga" siendo la única familia de origen maragato. Según el historiador Carlos Larriera el origen de las familias era el siguiente: 43 familias asturianas, 5 castellanas, 2 gallegas, 1 andaluza y 1 leonesa de Astorga.
Las tierras que les fueron entregadas a los pobladores no eran suficientes para el mantenimiento de una población en aumento y, debido a la voracidad de los latifundistas vecinos, se vieron obligados a presentar continuas solicitudes ante las autoridades. El hacendado De la Quadra, por ejemplo, pretendía que los josefinos desalojaran las tierras que pertenecían a su estancia e incluso aquellas que habían recibido al fundarse la villa. Por el contrario, el Medio Cabildo reclamaba la ampliación del ejido de la villa y de las chacras. El Virrey Avilés los mantuvo en el goce de una amplia extensión, pero finalmente la Real Audiencia de Buenos Aires dio fallo a favor del terrateniente De la Quadra.
En 1804 la pugna llegó a ser muy crítica; sin embargo, el desalojo fue suspendído repetidas veces en virtud de los reclamos de los vecinos.
En 1806 fue construida la casa de que alberga el Museo Departamental de San José  en una casa construida a 23 años de la fundación del poblado, perteneciente a Santiago Ortuño, uno de los primeros hombres de fortuna que se afincaron en San José. Fue el primer edificio de materiales resistentes allí construido y mantiene su representatividad de la época colonial, por lo que fue declarado monumento histórico nacional.
La ubicación geográfica estratégica de la villa, en la vía natural que comunicaba a Montevideo con los pueblos del litoral uruguayo -Mercedes, Paysandú, Salto- e inclusive con Colonia, le otorgó a San José, un considerable valor militar y político. En octubre de 1811, el general
Rondeau y José Artigas acamparon con su ejército en las afueras de la villa. Tras la noticia de la ratificación del armisticio, Rondeau emprendió su regreso a Buenos Aires, mientras que los orientales comenzaron a reunirse en torno a su jefe Artigas, y el día 23 de ese mismo mes inicia la marcha hacia el exilio, lo que se conoce como éxodo del pueblo Oriental. Años más tarde la villa fue protagonista de un importante acontecimiento, en 1822 Brasil se independizó de Portugal, mientras que El barón de la Laguna se plegó al bando brasileño viéndose obligado a abandonar Montevideo, debido a la división que se produjo en el ejército de ocupación. Así este pasó a controlar toda la campaña y San José se convirtió en capital de la Provincia Cisplatina desde septiembre de 1822 a enero de 1823.
Años más tarde, el 2 de mayo de 1825, luego del desembarco de los Treinta y Tres en la playa de la Agraciada, las tropas orientales de la cruzada libertadora, conducidas por los tres jefes -Lavalleja, Oribe y Rivera-, entraron y tomaron la villa de San José. Luego de la declaratoria de la independencia del 25 de agosto de ese mismo año, la villa albergó el funcionamiento de la Sala de Representantes de la provincia desde el 29 de diciembre de ese año hasta el 27 de julio de 1826. Posteriormente en 1828 se produjo la instalación de la Asamblea General Constituyente y Legislativa del Estado, el que fue creado en virtud de lo dispuesto por la Convención Preliminar de Paz, y funcionó en San José desde el 22 de noviembre de 1828 al 17 de diciembre del mismo año, fecha en que se trasladó a la villa de Canelones.
En 1856 la villa fue elevada a la categoría de ciudad por ley 495 del 12 de julio de ese año. Para el año 1867 su población ascendía a 3.224 habitantes. Recién hacia la década de 1870 comenzó a registrarse un aumento considerable en la población, debido sobre todo al aporte inmigratorio proveniente de España e Italia.

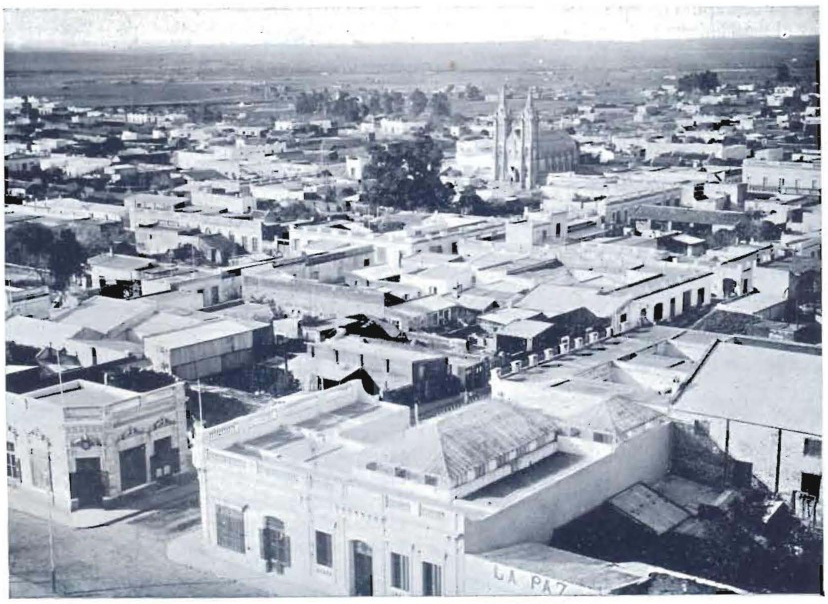
Vista de la ciudad de San José de Mayo hacia el año 1900.

En 1852 surgió la primera diligencia que mantuvo comunicada a San José por varios años, el servicio era propiedad de la empresa local «Amigos del Progreso», la cual llegó a contar con quince carruajes, mil caballos, y galpones en San José, Las Piedras, Rosario, Porongos y Mercedes. El 20 de mayo de 1876 fue inaugurada la línea de ferrocarril «Higueritas» perteneciente al ferrocarril central y que unía a San José con la entonces estación Juan Chazo (hoy 25 de Agosto). De esta forma San José se convirtió en terminal del ferrocarril, desde donde partían servicios de diligencia que combinaban con el servicio de ferrocarril. Por esa época existían ya en la ciudad cuatro grandes fábricas de vehículos que ocupaban a más de cien obreros, talabarterías, curtidurías, una importante fábrica de cerveza, molinos y servicios complementarios. Una de las más importantes obras arquitectónicas que fue construida por esa época fue la «Iglesia Nueva», actual Catedral Basílica, cuya construcción se llevó a cabo entre los años 1857 y 1874.
Hacia el año 1900 el ferrocarril se extendió hacia el oeste, inaugurándose la línea
San José-Puerto del Sauce, en 1901 la línea Rosario-Colonia y en 1902 la línea Mal Abrigo-Mercedes, con esto San José de Mayo dejó de ser la terminal ferroviaria de la región, y
vio expandirse rápidamente su comercio y sus industrias, esto la convirtió en una de las mayores ciudades del interior del país. En esa época las calles céntricas de la ciudad estaban ya adoqinadas; contaba la ciudad con luz eléctrica que era suministrada por una usina local, había desde 1885 un importante hospital y en 1898 se había erigido el primer monumento patrio
a José Artigas. En años posteriores se llevaron a cabo importantes obras, entre ellas se inauguró en 1909 el puente carretero sobre el río San José, en 1912 el lujoso teatro Bartolomé Macció y en 1913 se fundó el Liceo Departamental.

## Población

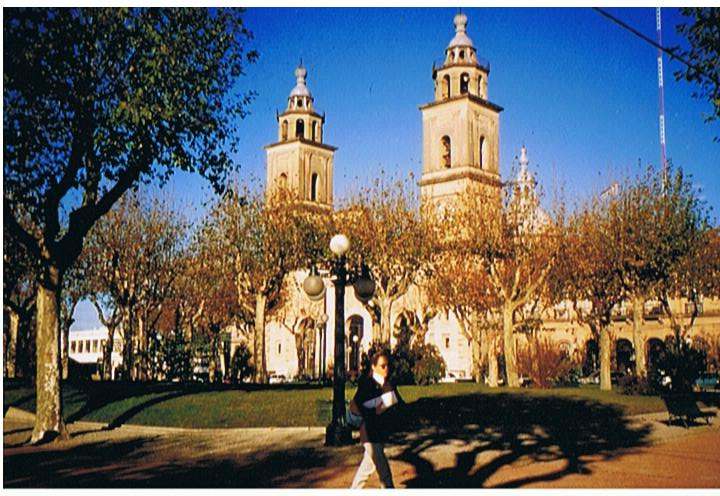
Plaza de los Treinta y Tres Orientales y catedral.

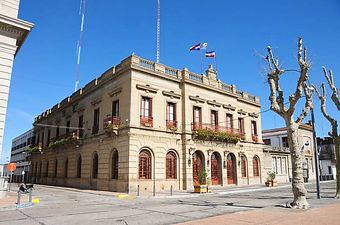
Edificio de la Intendencia de San José.

Según el censo del año 2011 la ciudad cuenta con una población de 36 747 habitantes.
| 3 224         | 12 297 | 27 482 | 28 554 | 31 825 | 34 552 | 36 339 | 36 747 |
| (Fuente: INE) |        |        |        |        |        |        |        |

## Economía
La ciudad combina las funciones político-administrativas (capital departamental), comerciales (activo centro comercial regional), financiero (vinculado a la industria y a la producción agropecuaria) e industrial (agroindustrias lácteas, frigoríficas y molinera, química).

## Transporte
La forma de acceso a la ciudad es exclusivamente por carretera, luego de que en 1988 fue suspendido el servicio de ferrocarril que brindaba AFE y unía a la ciudad con Montevideo.

### Servicio de ómnibus
Son varias las empresas que brindan servicios de ómnibus entre la ciudad de San José y otras localidades. Entre ellas están: COMSA, a Rodríguez, Santa Lucía, Capurro e Ituzaingó; CITA, con servicios a Montevideo, Libertad, Santa Lucía y Canelones; COTMI con servicios a Montevideo, Libertad, Ismael Cortinas, Cardona y Ombúes de Lavalle; Agencia Central con servicios a Montevideo, Trinidad, y el litoral uruguayo; y la empresa COTAR con servicios a Villa María, Rafael Perazza, Rincón del Pino, Puntas de Valdez, Kiyú, Libertad, Ciudad del Plata y Nueva Helvecia.

### Carreteras
La ciudad de San José se encuentra ubicada en el cruce de dos importantes rutas nacionales:
- Ruta 3: comunica al sur con ruta 1 y a través de esta con la ciudad de Montevideo. Hacia el norte comunica a San José con la ciudad de Trinidad y el litoral uruguayo.
- Ruta 11: hacia el oeste comunica con la localidad de Ecilda Paullier y al este con las localidades de Raigón, Villa Rodríguez, y el departamento de Canelones.

### Transporte aéreo
La ciudad cuenta con un pequeño campo de aviación, el Aeroclub Maragato, ubicado al oeste de la ciudad, el mismo cuenta con tres pistas de pasto sin balizamiento.

## Lugares de interés

### Teatro Macció

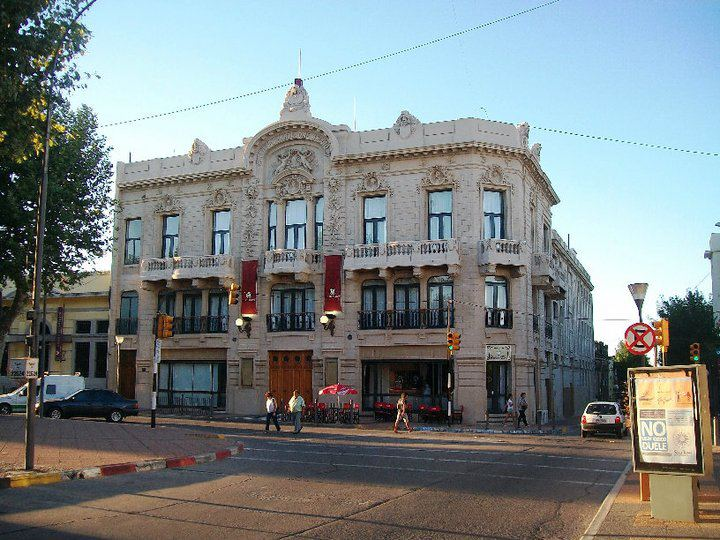
Teatro Maccio.

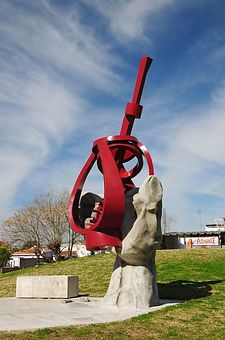
Monumento al mate en el Parque Rodó.

El teatro Bartolomé Macció fue inaugurado el 5 de junio de 1912 con la presencia del poeta Juan Zorrilla de San Martín. Tras la muerte del hacendado de Rincón del Pino Bartolomé Macció en el 1900, su viuda e hijos deciden homenajearlo con la construcción de este teatro. En 1959 los descendientes de la familia Macció venden el edificio al entonces Banco San José, quien lo dona a la Intendencia Municipal de San José. El deterioro del edificio determinó el cierre entre 1965 y 1973, período en que se emprendió su rehabilitación y restauración. Desde el 14 de agosto de 1973 ha mantenido su actividad con obras tanto locales, nacionales como internacionales, que lo posicionan como uno de los más activos del país. Fue el último lugar en que actuó Carlos Gardel en suelo uruguayo, antes de su trágico final.
Es el edificio arquitectónicamente más importante de la capital maragata; ha sido declarado monumento histórico nacional. Posee una capacidad para 700 espectadores distribuidos en un formato de herradura del típico teatro de ópera a la italiana. Destacan su araña de cristal de murano y el telón de felpa italiana originales.

### Parque Rodó
El Parque Rodó fue creado en el año 1903 por el médico italiano Francisco Giampietro quien lo bautizó con el nombre de «Parque Mario», en honor de su hijo nacido en el año 1904, ingeniero al que se le atribuye haber realizado la primera trasmisión de televisión en Latinoamérica. Abre sus puertas al público general, después de pasar a la administración municipal en 1914, el 1 de marzo de 1915, con el nombre de «Parque 18 de Julio». En 1917 adquiere la denominación actual y desde entonces se han ido ampliando las infraestructuras del principal espacio verde de la ciudad.
Entre los servicios que posee, destacan una hostería, restaurante, parador, así como servicios de parrilleros municipales. En su perímetro se encuentra el kartódromo Luis Pedro Serra, uno de los más importantes de América del Sur y el Zoológico Municipal.

### Plaza Independencia

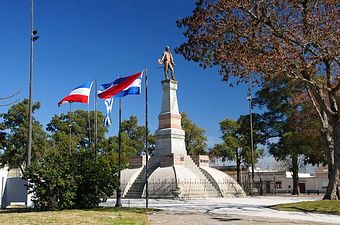
Monumento al Gral. Artigas en la Plaza Independencia

En esta plaza, el 19 de junio de 1894 se colocó la piedra fundamental del primer monumento que se erigió en homenaje a José Artigas. La base proviene de una mole de granito de siete toneladas que fue transportada por tren desde una cantera en La Paz, Canelones. El diseño del monumento había sido encargado al escultor Juan Luis Blanes, sin embargo debido a que este falleciera al poco tiempo, el boceto fue finalizado por su padre, el pintor Juan Manuel Blanes. La estatua fue modelada por el escultor italiano Dante Costa. Dicho monumento fue inaugurado el 25 de agosto de 1898, mide 14 metros de altura, y en su cima se erige una figura en bronce de 3.5 metros del General José Artigas, vistiendo el uniforme de los Blandengues, y llevando un poncho al hombro. Su mano derecha levemente levantada saluda con un sombrero y la izquierda se apoya sobre una espada.
La base del monumento contiene una cápsula en la que se encuentran importantes documentos de la época.

### Museo
Su nombre completo es «Instituto Histórico Cultural y Museo de Bellas Artes Departamental», se encuentra ubicado en el centro de la ciudad y fue inaugurado el 23 de agosto de 1947. El museo funciona en la casa de la familia Ortuño, esta casa fue la primera construcción de materiales resistentes levantada en la ciudad, 23 años después de su fundación. La casona fue declarada Monumento Histórico Nacional.

*MERCADO DEL PARQUE*
Lugar al aire libre con distintos puestos de comida mexicana, hamburgueserias y giampietro restaurante

## Clubes
Los principales Clubes Deportivos de San José de Mayo son:
- Club Atlético River Plate
- Club Atlético Central
- Club Nacional De Fútbol
- Institución Atlética Río Negro
- Club Atlético San Lorenzo
- Club Atlético Tito Borjas
- Club Deportivo y Social Treinta y Tres
- Club Atlético Universal
- Club Social y Deportivo Atlanta El Gráfico
- Club Social y Deportivo Los Cardenales

## Medios de comunicación
En la ciudad se encuentran establecidas varias radios, una de ellas es CW41 Radio 41, la cual transmite en AM (1360 kHz), mientras que el resto lo hacen en FM, ellas son: CX-300 Emisora Principal (107.9 MHz), CX-256B FM El Lugar (99.1 MHz), CX-277 Encuentro FM (103.3 MHz), CX-248A Radio Maragata (97.5 MHz), CX-205A Nativa FM (88.9 MHz). Del mismo modo, funcionan dos emisoras comunitarias debibamente autorizadas según las leyes uruguayas en materia de radios comunitarias (Ley 18.232 (enlace roto disponible en Internet Archive; véase el historial, la primera versión y la última). y sus decretos reglamentarios): CXC-245 Radio Timbó (96.9 MHz) y CXC-252B Radio Comunitaria Red Pueblo (98.3 MHz).
En cuanto a medios de prensa escritos, circulan en la ciudad los periódicos Visión Ciudadana, Primera Hora y San José Hoy.
La ciudad no cuenta con canales locales de televisión que transmitan por aire, pero sí a través de televisión por cable, ellos son: Canal 9 CCV (Consorcio Cable Visión) y Canal 3 (Cable Visión San José).

## Fiestas
La Fiesta del Mate y Día del Gaucho: se lleva a cabo en el mes de marzo, en el predio de la Sociedad Criolla Capitán Manuel Artigas. La misma incluye espectáculos musicales así como jineteadas, ferias artesanales y muestras de diversos productos. Se ha convertido en la  fiesta de mayor convocatoria en Uruguay.

## Maragatos destacados
- Adrián Medina, militar, uno de los Treinta y Tres Orientales.
- Francisco Espínola, escritor.
- Hugo Nantes, pintor, escultor y ceramista.
- Francisco Canaro, músico de tango.
- Omar Gutiérrez, comunicador y presentador.
- Malena Muyala, cantante de tango.
- Atilio Pelossi, primer héroe civil de Uruguay.
- Álvaro Navia, humorista.
- Luis Pedro Serra, ciclista.
- Wenceslao Varela, poeta y narrador gauchesco.
- Tatiana Oroño, poeta, escritora y crítica de arte
- Humberto Ciganda político destacado.
- Nelson Di Maggio, crítico de arte
- Edward Johnston, artesano y docente.
- Daniel Fernández Crespo, político.
- Laura Cortinas, escritora y activista,
- Daniel Ramela Salguero, historiador e investigador.
- Jaime Clara, periodista y caricaturista
- Salvador Ichazo, portero de fútbol de Nacional.
- Esteban Ostojich, árbitro de fútbol uruguayo e internacional.